# Henri de Parville
François Henri Peudefer de Parville, connu sous le nom de Henri de Parville, né à Évreux le 27 janvier 1838 et mort le 11 juillet 1909 à Boulogne (Seine), est un journaliste et écrivain français.

## Biographie
Il est rédacteur scientifique au Journal Officiel et rédacteur en chef de La Nature. Il publie de très nombreux articles dans les revues La Nature, La Science illustrée, la Revue scientifique et le Journal des débats.
Son roman le plus célèbre reste Un Habitant de la planète Mars, publié en mai 1865 chez Hetzel, histoire de la découverte d'une momie originaire de la planète Mars. Le roman est publié la même année que le De la Terre à la Lune de Jules Verne et comportera dans une réédition italienne de 1875, en plus des cinq gravures originales, des gravures extraites des Voyages extraordinaires. Il est aussi traduit en espagnol en 1868 et, en 2008, en anglais. 
Nommé chevalier de la Légion d’honneur, à 30 ans, en 1868, il est promu officier : c'est Xavier Charmes, membre libre de l'Académie des Sciences morales et politiques, qui lui a remis son insigne en avril 1898.
L’Académie des sciences remet un prix qui porte son nom. Ce prix quadriennal est destiné à récompenser des travaux ou un ouvrage d’histoire des sciences ou d’épistémologie.

## Œuvres
On lui doit entre autres :
- Causeries scientifiques : découvertes et inventions, progrès de la science et de l’industrie, F. Savy (Paris) et J. Rothschild, Paris, 1861-1890
- Un habitant de la planète Mars, roman d'anticipation, J. Hetzel, Paris, 1865, cinq gravures d'Édouard Riou
- L’Électricité et ses applications : exposition de Paris (2e éd., revue et augmentée d’une table alphabétique des matières et des figures et d’une table des noms cités), G. Masson, Paris, 1883
- Itinéraire dans Paris : Exposition universelle de 1867 ; précédé de Promenades à l’Exposition, Garnier frères, 1867